# Louis Campagna
Louis "Little New York" Campagna (31 mars 1900 - 30 mai 1955) était un gangster américain et un membre de haut rang du Chicago Outfit pendant plus de trois décennies. 

## Biographie

### Jeunes années
Campagna est né à Brooklyn de parents originaires d'Italie. Adolescent, il rejoint le Five Points Gang, établi à Manhattan, New York. L'un des associés du gang de Campagna est le futur patron de l'Outfit de Chicago, Al Capone.
En 1919, Campagna est reconnu coupable d'un braquage de banque dans l'Illinois et envoyé à la maison de correction de Pontiac, Illinois. En avril 1924, Campagna est libéré sur parole, mais renvoyé à la maison de correction six mois plus tard pour violation de conditionnelle. Après sa libération définitive en novembre 1924, Campagna retourne à New York.

### Les années Capone
En 1919, Al Capone, s'installe à Chicago pour aider John Torrio, le chef du South Side Gang, à faire face aux gangs rivaux. Après la libération de Campagna de la maison de correction, Capone le convoque à Chicago pour qu'il devienne son garde du corps. Dans la longue et sanglante guerre avec le gang rival de North Side, Campagna se révèle être un homme fiable. Durant cette période de violence, Campagna aurait dormi sur un lit de camp à l'extérieur de la suite de Capone à l'hôtel Lexington de Chicago, prêt à protéger son patron. Campagna travaille également avec Frankie LaPorte, originaire de Calabre et patron du Chicago Heights.

Reconnu pour sa nature imprudente et imprévisible, Campagna tente d'assiéger un poste de police de Chicago en novembre 1927. Joe Aiello, un allié du North Side Gang, a auparavant tenté sans succès de soudoyer un chef d'hôtel pour empoisonner Capone. En représailles, Capone place une prime de 50 000 $ sur Aiello. Lorsque Campagna découvre qu'Aiello est à ce moment en prison pour tentative de meurtre, lui et 20 autres hommes de l'Outfit se rendent au commissariat dans lequel il est détenu. Quand Campagna arrive, la police remarque qu'il porte une arme de poing et l'arrête immédiatement. La police place Campagna dans une cellule à côté de celle d'Aiello. Un policier infiltré dans une cellule voisine entend plus tard l'échange suivant en sicilien entre les deux mafieux :
   Campagna : "Tu es mort, cher ami, tu es mort. Tu n'arriveras pas au bout de la rue en marchant encore."
   Aiello : "On ne peut pas régler ça ? Donnez-moi 14 jours et je vendrai mes magasins, ma maison et tout et quitterai Chicago pour de bon. On ne peut pas régler ça ? Pense à ma femme et à mon bébé."

   Campagna : "Sale rat ! Tu nous as trahis deux fois maintenant. C'est vous qui avez commencé, nous finirons ".
Le 23 octobre 1930, Aiello est tué par balle alors qu'il quitte un appartement de Chicago. L'autopsie permet de retirer 59 balles de son corps (soit plus d'une livre de plomb). Personne ne sera jamais condamné pour le meurtre d'Aiello. 

### La montée dans l'Outfit
Après la condamnation de Capone en 1931 pour évasion fiscale, Campagna gravit les échelons de l'Outfit en tant qu'extorqueur et racketteur sous la direction de Paul Ricca, dit le "Serveur". En 1934, Campagna investit environ 1 500 $ de son propre argent dans deux maisons de jeu illégales à Cicero, en Illinois. Cet investissement lui rapportera finalement 75 000 $ par an.
En 1935, Campagna participe à l'infiltration de l'Outfit dans la Chicago Bartenders & Beverage Dispensers Union. En 1940, le chef du syndicat obtient une injonction temporaire contre Campagna et d'autres membres de l'Outfit. Cependant, lorsque l'affaire est jugée, le dirigeant syndical refuse de témoigner et l'affaire est rejetée. En 1943, Campagna et ses associés volent environ 900 000 $ de la trésorerie de la Retail Clerks International Protective Association, à Chicago. Les fonds ne seront jamais été récupérés[4].

Au début des années 1940, Campagna extorque un million de dollars à l'industrie cinématographique américaine en rachetant l'International Alliance of Theatrical, Stage Employees & Motion Picture Operators Union à Los Angeles. Lorsque Willie Morris Bioff, le prête-nom de Campagna dans l'affaire, est arrêté pour une autre accusation, il fait savoir à son patron qu'il veut quitter l'Outfit. Campagna rend visite à Bioff en prison et lui donne la réponse suivante :
   "Quiconque démissionne, démissionne les pieds devant".
Après cette rencontre, Bioff, effrayé, devient un témoin du gouvernement et participe à la chute de Campagna, pour extorsion de fonds, en 1943. 

### La chute et la prison
Le 18 mars 1943, Campagna et d'autres gangsters de l'Outfit sont inculpés à New York pour extorsion de fonds contre l'industrie cinématographique hollywoodienne. Le 22 décembre 1943, Campagna est reconnu coupable. Une semaine plus tard, il est condamné à dix ans de prison au Pénitencier fédéral d'Atlanta. Louis se tourne alors vers son cousin Albert Campagna pour obtenir de l'aide. Cependant, Albert ne veut rien avoir à faire avec son cousin de peur que ses enfants ne deviennent des cibles. Peu de temps après l'emprisonnement de Louis, son épouse Charlotte présente avec succès une pétition au gouvernement pour qu'il soit transféré plus près de Chicago au pénitencier fédéral de Leavenworth, au Kansas. À la fin des années 1940, un groupe d'associés de Campagna recueille plus de 190 000 $ pour payer sa dette fiscale envers le gouvernement fédéral (réduite de 470 000 $).
En août 1947, après 42 mois de prison, Campagna est libéré sur parole, son premier critère d'éligibilité pour envisager une sortie de prison. Le parrain de l'Outfit, Anthony Accardo aurait soudoyé un procureur de district pour faciliter la libération rapide de Campagna. La libération conditionnelle rapide de Campagna et de ses associés provoque une tempête de protestations à Chicago. Le département de la Justice des États-Unis s'adresse aux tribunaux pour révoquer la libération conditionnelle, mais sans succès.
Après sa libération sur parole, Campagna retourne à Chicago pour recommencer à travailler pour l'Outfit sous la direction de Sam Giancana.

### Mort
Au début des années 1950, Campagna est convoqué pour témoigner devant le Sénat américain lors des audiences Kefauver sur le crime organisé. Cependant, à part le fait qu'il révèle ses revenus provenant des maisons de jeu de Cicero, Campagna ne fournit aucun témoignage utile. Dans ses dernières années, Campagna passe du temps dans ses deux fermes à Fowler, Indiana et Berrien Springs, Michigan, ainsi que dans sa maison à Berwyn, Illinois.
Le 30 mai 1955, Campagna pêche sur le bateau de son avocat à Biscayne Bay en Floride. Après avoir remonté un mérou de 30 livres (13,6 kg), Campagna subit une crise cardiaque mortelle. Comme l'Église catholique refuse à Campagna des funérailles religieuses, le service commémoratif a lieu dans un salon funéraire à Berwyn, Illinois. Campagna est enterré au Mount Carmel Cemetery, à Hillside, Illinois, dans ce que les observateurs ont décrit comme les funérailles les plus somptueuses de la pègre depuis la mort de Capone.